# Alaeddine Ajaraie
Alaeddine Ajaraie (ur. 5 stycznia 1993) – marokański piłkarz występujący na pozycji napastnika w klubie Maghreb Fez.

## Kariera klubowa
Do 2019 roku grał w drużynie Widad Témara.
1 sierpnia 2019 został zawodnikiem Renaissance Berkane. Zadebiutował 14 września 2019 w przegranym 3:2 meczu przeciwko Ashanti Gold SC. Pierwszą bramkę strzelił 21 grudnia 2019 w wygranym 0:1 meczu przeciwko FARowi Rabat. W sezonie 2019/2020 zdobył z klubem Afrykański Puchar Konfederacji. Łącznie wystąpił w 28 meczach (18 ligowych), strzelił 4 gole (1 ligowy) i asystował dwukrotnie (raz w lidze).
13 listopada 2020 podpisał kontrakt z Maghrebem Fez. Zadebiutował 4 grudnia 2020 w wygranym 2:1 meczu przeciwko FARowi Rabat. W tym samym meczu strzelił gola. Do 22 czerwca 2021 zagrał w 17 meczach (16 ligowych), trafił do siatki dziewięciokrotnie (5 razy w lidze) i dwa razy asystował.

### Statystyki
Stan na 22 czerwca 2021
| Sezon   | Klub                | Kraj   | Rozgrywki | Mecze | Gole |
| ------- | ------------------- | ------ | --------- | ----- | ---- |
| 2019/20 | Renaissance Berkane | Maroko | GNF 1     | 18    | 1    |
| 2020/21 | Maghreb Fez         | Maroko | GNF 1     | 16    | 5    |

## Sukcesy
Renaissance Berkane
- Afrykański Puchar Konfederacji (1×): 2019/2020